# Eugenia di Svezia
Eugénie, (Charlotta Eugénie Augusta Amalia Albertina) (Stoccolma, 24 aprile 1830 – Stoccolma, 23 aprile 1889) fu un'artista amatoriale.

## Origine
Eugénie di Svezia-Norvegia, unica figlia femmina del re Oscar I e della regina Josephine de Leuchtenberg, nacque il 24 aprile 1830 a Stoccolma. Pur cresciuta nel cuore della corte reale, mostrò fin dalla giovane età una spiccata vocazione per la spiritualità, l’arte e l’altruismo, elementi che la resero una figura atipica tra le principesse del suo tempo.

## Arte
Eugénie coltivò sin da giovane una passione per la scrittura, la musica e la pittura, spesso a sfondo religioso. Le sue opere, caratterizzate da uno stile intimo, furono esposte privatamente o donate a enti benefici.

## Salute

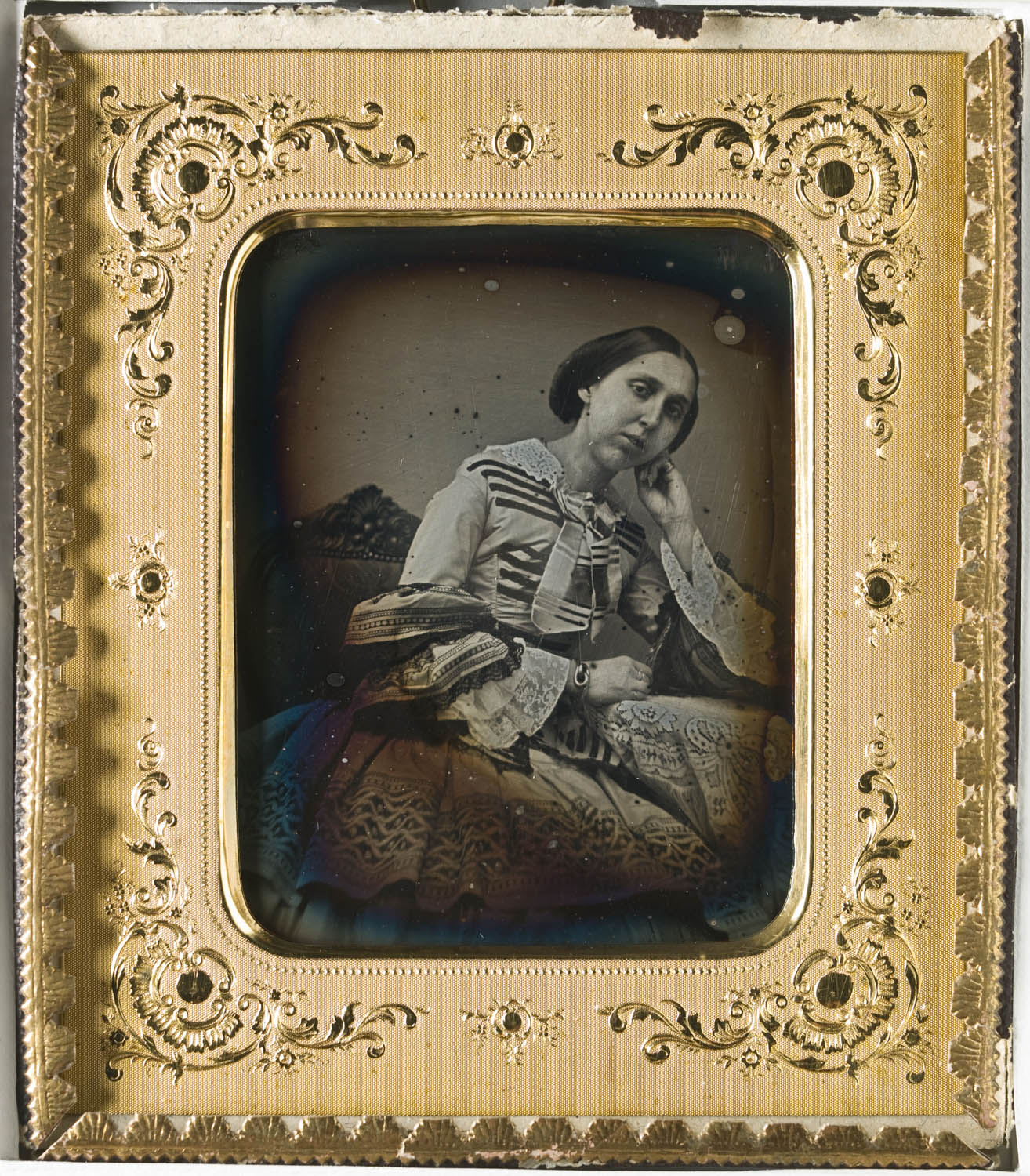

Verso la fine della sua vita, la salute di Eugénie declinò, riducendo notevolmente la sua partecipazione alle attività pubbliche. Sempre devota alla sua fede, conservò un atteggiamento riservato e discreto fino agli ultimi giorni della sua vita.

## Pianoforte
Drottning Josephinas polonaise (1854), Louisa vals (1858), La prière (1844), Tullgarns-galopp (1853)

## Cetra
Farväl, Aftontankar, Die Glocken

## Fede
La spiritualità di Eugénie emerse in un costante impegno verso cause religiose e filantropiche. Sostenne attivamente istituzioni come ospedali e orfanotrofi, dedicando tempo e risorse a opere caritative. Anche la sua produzione artistica, con numerosi brani sacri e temi spirituali, testimonia la centralità della sua spiritualità nella vita quotidiana.

## Morte
Eugénie spirò il 23 aprile del 1889, ponendo fine a una vita segnata da fede, arte e filantropia. La principessa fu ricordata per il suo significativo contributo spirituale e culturale alla società.

## Albero genealogico
|                                |                          |                                                    | Genitori                                |  |  | Nonni |  |  | Bisnonni              |  |  | Trisnonni       |  |
|                                |                          |                                                    |                                         |  |  |       |  |  | Jean Henri Bernadotte |  |  | Jean Bernadotte |  |
|                                |                          |                                                    |                                         |  |  |       |  |  | Jean Henri Bernadotte |  |  | Jean Bernadotte |  |
|                                |                          | Marie du Pucheu                                    |                                         |  |  |       |  |  | Jean Henri Bernadotte |  |  |                 |  |
| Jean-Baptiste Jules Bernadotte |                          |                                                    |                                         |  |  |       |  |  | Jean Henri Bernadotte |  |  |                 |  |
|                                |                          | Jeanne de Saint Vincent                            | Jean de Saint Vincent                   |  |  |       |  |  |                       |  |  |                 |  |
|                                |                          | Jeanne de Saint Vincent                            | Jean de Saint Vincent                   |  |  |       |  |  |                       |  |  |                 |  |
|                                |                          | Jeanne de Saint Vincent                            | Marie d'Abbadie de Sireix               |  |  |       |  |  |                       |  |  |                 |  |
| Oscar I                        |                          | Jeanne de Saint Vincent                            |                                         |  |  |       |  |  |                       |  |  |                 |  |
|                                |                          | François Clary                                     | Joseph Clary                            |  |  |       |  |  |                       |  |  |                 |  |
|                                |                          | François Clary                                     | Joseph Clary                            |  |  |       |  |  |                       |  |  |                 |  |
|                                |                          | François Clary                                     | Françoise Agnes Ammoric                 |  |  |       |  |  |                       |  |  |                 |  |
| Désirée Clary                  |                          | François Clary                                     |                                         |  |  |       |  |  |                       |  |  |                 |  |
|                                |                          | Françoise Rose Somis                               | Joseph Ignace Somis                     |  |  |       |  |  |                       |  |  |                 |  |
|                                |                          | Françoise Rose Somis                               | Joseph Ignace Somis                     |  |  |       |  |  |                       |  |  |                 |  |
|                                |                          | Françoise Rose Somis                               | Catherine Rose Soucheiron               |  |  |       |  |  |                       |  |  |                 |  |
| Eugénie                        |                          | Françoise Rose Somis                               |                                         |  |  |       |  |  |                       |  |  |                 |  |
|                                | Alexandre de Beauharnais | François V                                         |                                         |  |  |       |  |  |                       |  |  |                 |  |
|                                | Alexandre de Beauharnais | François V                                         |                                         |  |  |       |  |  |                       |  |  |                 |  |
|                                | Alexandre de Beauharnais | Marie Anne Henriette Françoise Pyvart de Chastulle |                                         |  |  |       |  |  |                       |  |  |                 |  |
| Eugéne de Beauharnais          | Alexandre de Beauharnais |                                                    |                                         |  |  |       |  |  |                       |  |  |                 |  |
|                                |                          | Joséphine de Beauharnais                           | Joseph-Gaspard de Tascher de La Pagerie |  |  |       |  |  |                       |  |  |                 |  |
|                                |                          | Joséphine de Beauharnais                           | Joseph-Gaspard de Tascher de La Pagerie |  |  |       |  |  |                       |  |  |                 |  |
|                                |                          | Joséphine de Beauharnais                           | Rose-Claire des Vergers de Sanois       |  |  |       |  |  |                       |  |  |                 |  |
| Joséphine de Leuchtenberg      |                          | Joséphine de Beauharnais                           |                                         |  |  |       |  |  |                       |  |  |                 |  |
|                                |                          | Maximilian I. Joseph                               | Friedrich Michael von Pfalz-Birkenfeld  |  |  |       |  |  |                       |  |  |                 |  |
|                                |                          | Maximilian I. Joseph                               | Friedrich Michael von Pfalz-Birkenfeld  |  |  |       |  |  |                       |  |  |                 |  |
|                                |                          | Maximilian I. Joseph                               | Maria Franziska von Pfalz-Sulzbach      |  |  |       |  |  |                       |  |  |                 |  |
| Auguste von Bayern             |                          | Maximilian I. Joseph                               |                                         |  |  |       |  |  |                       |  |  |                 |  |
|                                |                          | Auguste Wilhelmine von Hessen-Darmstadt            | Georg Wilhelm von Hessen-Darmstadt      |  |  |       |  |  |                       |  |  |                 |  |
|                                |                          | Auguste Wilhelmine von Hessen-Darmstadt            | Georg Wilhelm von Hessen-Darmstadt      |  |  |       |  |  |                       |  |  |                 |  |
|                                |                          | Auguste Wilhelmine von Hessen-Darmstadt            | Luise zu Leiningen-Dagsburg-Falkenburg  |  |  |       |  |  |                       |  |  |                 |  |
|                                |                          | Auguste Wilhelmine von Hessen-Darmstadt            |                                         |  |  |       |  |  |                       |  |  |                 |  |